# Attila Ábrahám
Attila Ábrahám (Kapuvár, 29 de abril de 1967) es un deportista húngaro que compitió en piragüismo en la modalidad de aguas tranquilas.
Participó en dos Juegos Olímpicos de Verano en los años 1988 y 1992, obteniendo un total de tres medallas: una de oro, una de plata y una de bronce. Ganó diez medallas en el Campeonato Mundial de Piragüismo entre los años 1989 y 1995.

## Palmarés internacional
| Juegos Olímpicos   | Juegos Olímpicos       | Juegos Olímpicos  | Juegos Olímpicos |
| Año                | Lugar                  | Medalla           | Evento           |
| ------------------ | ---------------------- | ----------------- | ---------------- |
| 1988               | Seúl (Corea del Sur)   | Medalla de bronce | K2 500 m         |
| 1988               | Seúl (Corea del Sur)   | Medalla de oro    | K4 1000 m        |
| 1992               | Barcelona (España)     | Medalla de plata  | K4 1000 m        |
| Campeonato Mundial |                        |                   |                  |
| Año                | Lugar                  | Medalla           | Evento           |
| 1989               | Plovdiv (Bulgaria)     | Medalla de oro    | K2 10 000 m      |
| 1989               | Plovdiv (Bulgaria)     | Medalla de oro    | K4 1000 m        |
| 1990               | Poznań (Polonia)       | Medalla de bronce | K4 500 m         |
| 1990               | Poznań (Polonia)       | Medalla de oro    | K4 1000 m        |
| 1991               | París (Francia)        | Medalla de plata  | K4 500 m         |
| 1991               | París (Francia)        | Medalla de oro    | K4 1000 m        |
| 1993               | Copenhague (Dinamarca) | Medalla de oro    | K2 10 000 m      |
| 1993               | Copenhague (Dinamarca) | Medalla de bronce | K4 500 m         |
| 1993               | Copenhague (Dinamarca) | Medalla de plata  | K4 1000 m        |
| 1995               | Duisburgo (Alemania)   | Medalla de plata  | K4 1000 m        |